# Jarosław Łaski
Jarosław Łaski (zm. 1521) – wojewoda łęczycki, wojewoda sieradzki, poseł na Sejm walny, poseł królewski.

## Życiorys
Syn Andrzeja Łaskiego, brat przyrodni Jana Łaskiego, kanclerza królestwa i prymasa Polski. Karierę rozpoczął od stanowiska wojskiego mniejszego sieradzkiego (1488), później został wojskim sieradzkim.
Był świadkiem wydania przywileju piotrkowskiego w 1496 roku. Był sygnatariuszem unii piotrkowsko-mielnickiej 1501 roku. Podpisał dyplom elekcji Zygmunta I Starego na króla Polski i wielkiego księcia litewskiego na sejmie w Piotrkowie 8 grudnia 1506 roku.
Był dwukrotnie żonaty, po raz drugi z Zuzanną z Bąkowej Góry
.
Przeciw małżeństwu zaprotestował krewny, sekretarz królewski Piotr z Bnina. W 1487 sąd królewski uznał małżeństwo za ważne.
W 1493 roku był wybrany posłem na pierwszy dwuizbowy sejm walny w Piotrkowie z województwa sieradzkiego.
W 1497 roku stawił się na wezwanie króla Jana Olbrachta i wziął udział w pospolitym ruszeniu.
W 1502 roku ponownie został posłem na Sejm koronacyjny Aleksandra Jagiellończyka.
W 1503 był posłem od króla Aleksandra Jagiellończyka do księcia mazowieckiego Konrada.
W 1505 roku był posłem na sejm w Radomiu, gdzie uchwalono Statuty Łaskiego
W 1506 roku został wojewodą łęczyckim.
W 1507 roku wziął udział w nadaniu przywilejów dla miasta Warty.
Powiększył dobra Łaskich w okolicy Łasku. Nabył okoliczne wsie, wykupił w 1508 roku za zgodą króla Zygmunta zastawione wsie królewskie.
Za zasługi otrzymał w roku 1509 od Zygmunta Starego dom w Piotrkowie Trybunalskim.
W 1511 roku wziął udział w Sejmie w Piotrkowie.
W tym samym roku objął urząd wojewody sieradzkiego.
W 1518 roku wziął udział w Sejmie.
Był starostą i zawiadowcą zamku w Łowiczu (z nadania prymasa Polski, swojego brata Jana Łaskiego).
Z drugiego małżeństwa miał siedmioro dzieci, cztery córki i trzech synów.
Synowie stali się znanymi osobistościami: Hieronim, Jan, Stanisław.